# Wardak
Wardak (paszto: پښتو, perski: وردګ; transkrypcje: wardak, vardag, vardak) – jedna z 34 prowincji afgańskich położona w centrum kraju. Stolica w Mejdan Szar. W 2021 roku zamieszkiwało ją prawie 672 tys. mieszkańców.

## Ludność
Mieszanka narodowościowa i plemienna 50% Pasztunów, 40% Hazarów i 10% innych. 

## Podział administracyjny

Powiaty prowincji Wardak

Prowincja Wardak dzieli się na 9 powiatów:
- Maydan Shahr
- Jalrez
- Hisa-I- Awali Bihsud
- Da Bihsud Markaz
- Day Mirdad
- Chaki Wardak
- Saydabad
- Nirkh
- Jaghatu